# Maria Czerkawska
Maria Czerkawska Mauthner, także Maryla (ur. 27 listopada 1881 w Bezmiechowej Górnej, zm. 2 listopada 1973 w Krakowie) – polska poetka, nowelistka, autorka książek dla dzieci.

## Życiorys
Urodziła się w zubożałej rodzinie szlacheckiej. Odebrała wykształcenie domowe, następnie – jako wolna słuchaczka wysłuchała dwa semestry wykładów polonistyki na Uniwersytecie Jagiellońskim. W 1916 r. wyszła za mąż za chemika Gustawa Mauthnera. Do wybuchu II wojny światowej z małymi przerwami mieszkała w rodzinnej wsi, zajmując się gospodarstwem domowym, pszczelarstwem i ziołolecznictwem. Resztę życia spędziła w Krakowie. W 1957, w wyniku potrącenia przez cyklistę została okulawiona, do śmierci korzystała z wózka inwalidzkiego. Dodatkowo przez kilka ostatnich lat życia cierpiała na kataraktę i nie mogła pisać.
Dzięki pomocy krytyka literackiego Wilhelma Feldmana jej wiersze zaczęły się ukazywać w czasopismach: „Krytyka”, „Tygodnik Ilustrowany”, „Słowo Polskie”, „Przegląd”, „Nasz Kraj”, „Sfinks”, „Biesiada Literacka” i in. Nieco później pojawiały się kolejne tomiki jej poezji, które wzbudzały dość żywe i w większości pozytywne reakcje krytyków. Tworzyła – w wiejskiej ciszy i pełnym osamotnieniu – symboliczne liryki refleksyjne i krajobrazowe, poświęcone bieszczadzkiej przyrodzie i ludziom w niej żyjącym. Nie była związana z żadną grupą literacką ani nie uczestniczyła w tworzeniu żadnych prądów literackich. W okresie krakowskim współpracowała z prasą dziecięcą. Należała do oddziału krakowskiego Związku Literatów Polskich. Została określona nestorką polskich poetów.
Zmarła 2 listopada 1973 w Krakowie. Została pochowana na tamtejszym Cmentarzu Salwatorskim 5 listopada 1973.

## Twórczość
Wydane tomiki: Poezye (wiersze (1908), Z listów do niego (nowele) (1912), Poezje z 1914-1915 roku (wiersze) (1915), Zielony cień (1928), Sieci na wietrze (1931), Ludzie i liście (1935), Malowanką na szkle (1939), Zwierząt naszych gromadka (1945), Przyjaciele (1947), Nasza szkolna gromada plany sobie uklada (1950), U nas na wsi (1953), Wiersze wybrane (1956), Czerwony kogucik (1956), Skrzeczała raz sójka w borze (1956), Kto się śmieje (1959), Żółte chodaczki (1964), W czas pogody (1966), U starej wierzby (1968), W lesie biało (1968), czerwona piłeczka (1971). Na rok przed śmiercią poetki ukazała się w Wydawnictwie Literackim w Krakowie obszerna (260 s.) antologia jej wierszy pt. Jałowcowe żniwa w wyborze i ze wstępem Jerzego Kwiatkowskiego.

## Odznaczenia i ordery
- Krzyż Oficerski Orderu Odrodzenia Polski
- Odznaka „Przodownik pracy” (1953, przyznana przez Naczelną Dyrekcję Przedsiębiorstwa Prasowego „Dom Książki”)[4]